# Чарлз Доналд Ґемар

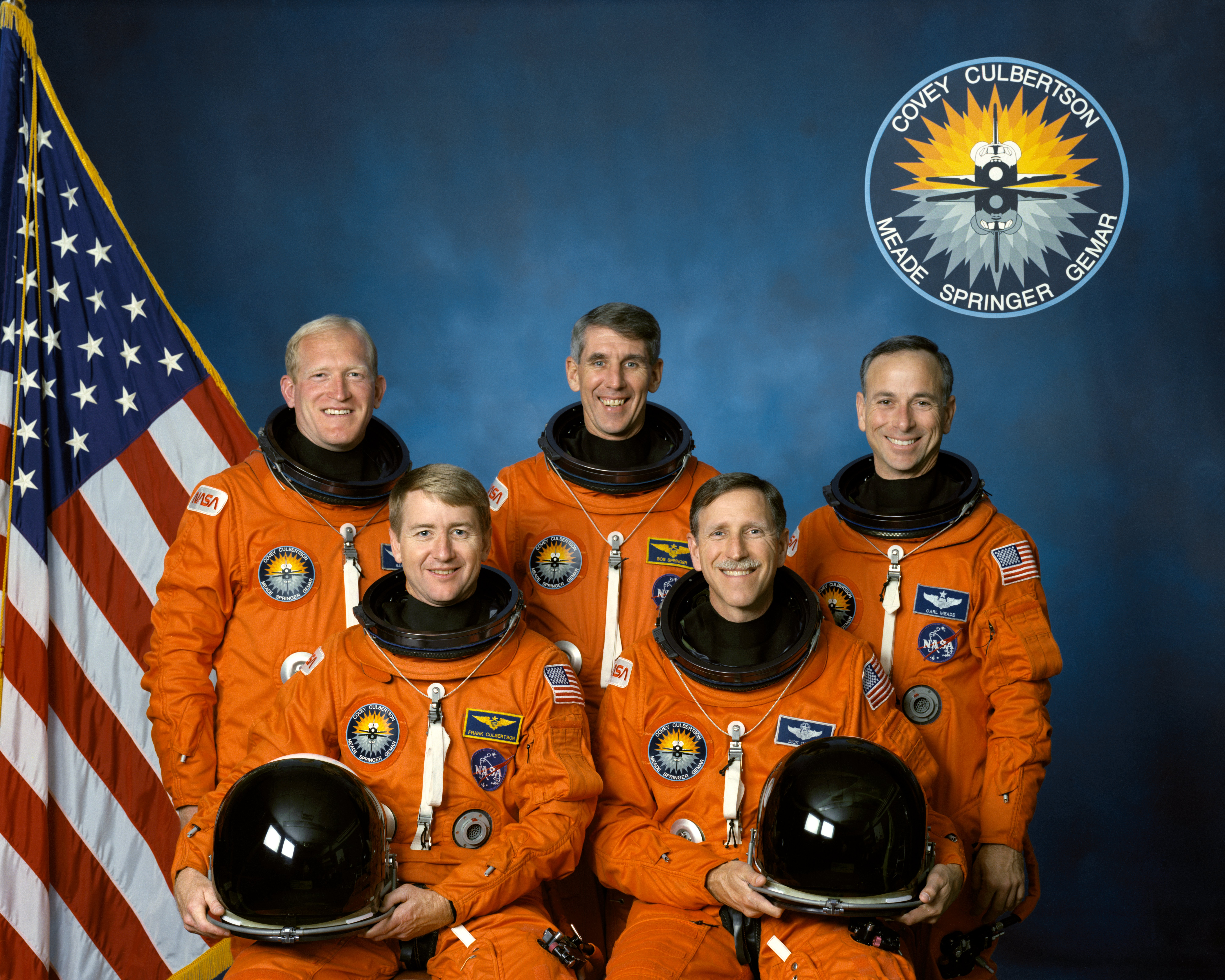
Екіпаж STS-38 (ліво-права): Чарлз Доналд Ґемар, Франк Лі Калбертсон, Роберт Клайд Спрінгер, Річард Освальд Кові, й Карл Джозеф Мід.

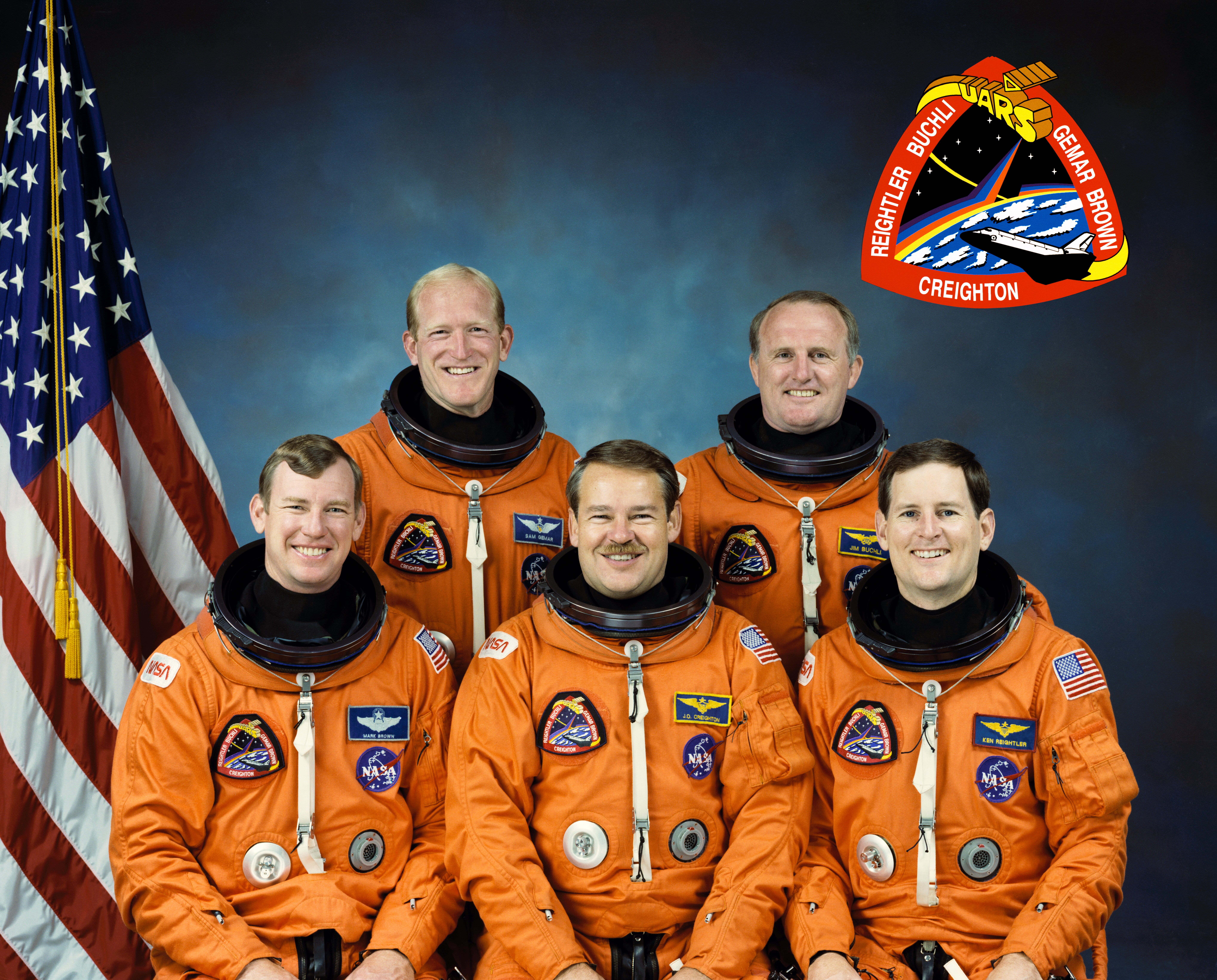
Екіпаж STS-48 — (З ліва-направо): Марк Браун, Чарлз Гемар, Джон Крейтон, Джеймс Бучли, Кеннет Райтлер.

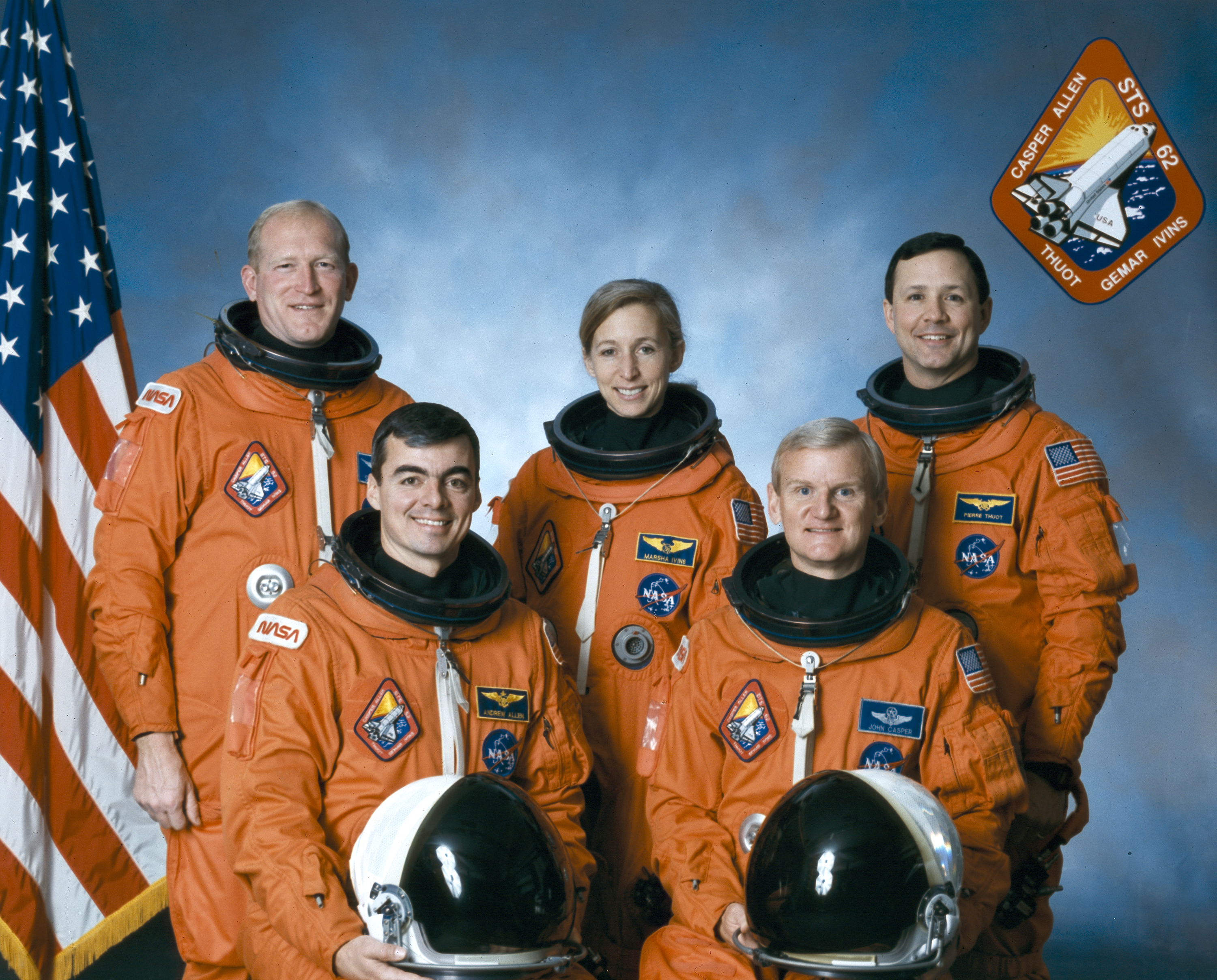
Екіпаж STS-62:Зліва направо — Cтоячи: Гемар, Айвінс, Туот; Сидяча: Аллен, Каспер

Чарлз До́налд Ґема́р  (англ. Charles Donald "Sam" Gemar; нар. 4 серпня 1955) — астронавт НАСА. Здійснив три космічні польоти на шаттлах: STS-38 (1990, «Атлантіс»), STS-48 (1991, «Діскавері») і STS-62 (1994, «Колумбія»), підполковник Армії США.

## Особисті дані та освіта
Чарлз Ґемара народився 4 серпня 1955 в місті Янктон, штат Південна Дакота, але своїм рідним вважає місто Скотленд, в тому ж штаті, де 1973 року закінчив середню школу, там проживають його батьки. Одружений з Шарлін Стрінґер з міста Саванна, штат Джорджія, у них двоє дітей. Захоплюється: водні види спорту, біг підтюпцем, різьба по дереву та подорожі. Влітку 1979 року отримав ступінь бакалавра наук в області машинобудування, закінчивши Військову Академію США в Вест-Пойнті, штат Нью-Йорк. Предки родини Ґемара родом з Росії, але мають коріння німецького походження.

## До НАСА
Ґемара вирішив вступити на службу в армію США у січні 1973 року і приступив до дійсної службі 11 червня 1973. У листопаді 1973 року він був розподілений в повітряно-десантний корпус у Форт-Бреггі, штат Північна Кароліна, де він отримав призначення в Військову Академію США, пройшов навчання у підготовчій Школі, Форт-Белвор, штат Віргінія, у 1979 році закінчив Академію. Потім служив в Форт-Рукер, штат Алабама. В жовтні 1980 року він був переведений в Форт-Стюарт, штат Джорджія, де служив до 1 січня 1985 року. Був призначений командиром аеродрому сухопутних сил в Райте. Під час проходження служби в Форт-Стюарті закінчив курси парашутистів, десантну школу.

## Підготовка до космічних польотів
У червні 1985-го був запрошений в НАСА як кандидат в астронавти, у склад 11-го набору. Став проходити курс загальнокосмічної підготовки (ОКП) з серпня 1985 року. Після закінчення курсу в липні 1986 року одержав кваліфікацію «спеціаліст польоту» і призначення в Відділ астронавтів НАСА. Займався тестуванням програмного забезпечення шатлів і роботами щодо забезпечення запусків в Космічному Центрі імені Кеннеді, штат Флорида. Працював в ЦУП оператором зв'язку з екіпажами в декількох польотах, був начальником Відділу зв'язку з громадськістю.

## Польоти у космос
- Перший політ — STS-38[3], шаттл «Атлантіс». З 15 по 20 листопада 1990 року як «фахівець польоту». Політ проводився в інтересах Міністерства оборони США. Тривалість польоту склала 4 дня 21 годину 55 хвилин.[4].
- Другий політ — STS-48[5], шаттл «Діскавері». З 12 по 18 вересня 1991 року як «фахівець польоту». Мета польоту — виведення на геостаціонарну орбіту, за допомогою Канадського маніпулятора, супутника «UARS» (вагою ~ 6600 кг) для дослідження верхніх шарів атмосфери і озонового шару Землі. Були проведені експерименти з вивчення розвитку м'язової маси в умовах невагомості у 8-ми тридцятиденний самок щурів. Політ місії STS-48 відкриває п'ятнадцятирічну програму НАСА «Місія планети Земля», на яку затрачено близько 17 млрд. $[6] Тривалість польоту склала 5 діб 8:00 28 хвилин[7].
- Третій політ — STS-62[8], шаттл «Колумбія». З 4 по 18 березня 1994 року як «фахівець польоту». Мета польоту — продовження медико-біологічних досліджень і астрономічних спостережень. Астронавт й благополучно приземлилися на авіабазі Едвардс. Тривалість польоту склала 13 діб 23 годин 18 хвилин.[9].

Загальна тривалість польотів в космос — 24 дні 5 годин 41 хвилина.